# Adolf Rudolf Holzhalb
Adolf Rudolf Holzhalb (* 13. Juli 1835 in Zürich; † 5. August 1885 in Riesbach, heute Gemeinde Zürich) war ein Schweizer Landschafts- und Vedutenmaler der Düsseldorfer Schule sowie Professor für Landschaftszeichnen am Polytechnikum Zürich.

## Leben
Holzhalb wurde als Sohn des Kaufmanns und Kavalleriemajors Hans Rudolf Holzhalb (1799–1850) geboren. Der Vater, der von 1810 bis 1813 ein Schüler von Johann Heinrich Pestalozzi in Yverdon-les-Bains gewesen war, schickte seinen Sohn, der 1856 am Polytechnikum Zürich die Fächer Zeichnen, Malen und Modellieren belegt und kunstgeschichtliche Vorlesungen bei Jacob Burckhardt besucht hatte, zur weiteren Ausbildung nach Düsseldorf. Dort wurde Holzhalb 1857 zunächst Privatschüler des norwegischen Landschaftsmalers Hans Fredrik Gude. Noch im gleichen Jahr wechselte er in das Privatatelier des deutschen Landschafts- und Architekturmalers Gottfried Pulian, der ihn bis 1861 unterwies. Unter Pulians Leitung bereiste er Deutschland, die Niederlande, Frankreich, Österreich und Italien. Von 1859 bis 1861/1862 gehörte Holzhalb dem Düsseldorfer Künstlerverein Malkasten als Mitglied an. 1862 kehrte er nach Zürich zurück. 1874 wurde er Professor für Landschaftszeichnen am Polytechnikum Zürich. Als er 1881 der «Schwermut» verfiel, gab er diese Tätigkeit auf. Zu seinen Schülern zählten der spätere Ingenieur-Topograf Xaver Imfeld und der spätere Architekt Karl Moser.
Holzhalb schuf spätromantisch geprägte Gebirgs-, Fluss- und Seelandschaften, die er mit Ansichten von Gebäuden staffierte. 1871 schenkte er dem Polytechnikum Zürich ein Bild, das den «Urwald vor der Erschaffung des Menschen» zeigt und das er nach Anweisungen des Schweizer Geologen Arnold Escher von der Linth und des Schweizer Botanikers Oswald Heer hergestellt hatte. Holzhalb war Mitglied der Zürcher Künstlergesellschaft, der er 1881 als Vorsitzender diente.